# Temel Kotil
Temel Kotil (Rize, 1959) è un ingegnere turco.
È amministratore delegato di Turkish Aerospace Industries. In precedenza, ha ricoperto lo stesso ruolo per Turkish Airlines dall'aprile 2005 all'ottobre 2016. 

## Biografia
Si è laureato in Ingegneria aeronautica presso l'Università tecnica di Istanbul nel 1983. Vincitore di una borsa di studio dal Ministero dell'Industria turco nel 1984, ha studiato presso l'Università del Michigan-Ann Arbor (USA), dove ha ottenuto un Master of Science (M.Sc.) in Ingegneria aerospaziale nel 1986 e un altro M.Sc. in Ingegneria meccanica nel 1987 presso la stessa università. Kotil ha continuato i suoi studi lì e ha conseguito il Ph.D. in Ingegneria Meccanica nel 1991.
Dopo essere tornato in patria nel 1991, è stato nominato presidente associato del Dipartimento di Ingegneria Aeronautica presso l'Università tecnica di Istanbul. Ha fondato e gestito i laboratori di progettazione aeronautica, meccanica strutturale e meccanica computazionale avanzata. Allo stesso tempo, Kotil è stato incaricato delle mansioni di direttore del centro informatico del dipartimento. Dal 1994 al 1997 ha ricoperto il ruolo di responsabile di un dipartimento tecnico presso la municipalità metropolitana di Istanbul. Tra il 2002 e il 2003, ha lavorato come capo del dipartimento di ricerca, pianificazione e coordinamento presso Advance Innovative Technologies Inc. a New York. Nel 2003 è tornato in Turchia ed è stato impiegato dalla Turkish Airlines a Istanbul diventando il suo vicepresidente esecutivo incaricato degli affari tecnici. Nell'aprile 2005, Kotil è stato nominato per assumere la posizione di Direttore generale e CEO della stessa azienda, la maggiore compagnia aerea della Turchia. Kotil si è ritirato dalla carica di CEO di Turkish Airlines nell'ottobre 2016, sostituito da Bilal Eksi.
Kotil è membro della Società turca di ingegneria meccanica dal 1991 ed è membro del consiglio dei governatori della IATA dal 2006. Nel 2010 è stato eletto nel Board of Governors dell'Association of European Airlines (AEA) e ne è stato vicepresidente tra gli anni 2012 e 2013. Il 1 ° gennaio 2014 Kotil è diventato presidente dell'AEA.